# 狄拉克之海
狄拉克之海是英国物理学家保罗·狄拉克在1928年为解释狄拉克方程的自由粒子（例如，电子）解中出现反常的负能量态而提出的真空理论。
他提出一个真空中实际充满了无限多的具有负能量的粒子态，因而这样的真空模型被称作“狄拉克之海”。
狄拉克在这个真空中假想了正电子的存在，它们作为电子的反物质粒子，被认为是狄拉克之海中的一個洞；而正电子的存在则在1932年由卡尔·安德森在实验中证实。
简单说就是量子真空的零点能组成的负质量的粒子海。尽管这些粒子是不可观察的，但它们絕不是虚幻的，如果用足够的能量就可以形成，哪里有物质，哪里就有狄拉克之海，想象观察到的宇宙就好像漂浮在其表面上。

## 起源
作为量子場論的基本方程，描述标量场的克莱因-戈尔登方程为
{\displaystyle (\Box ^{2}+\mu ^{2})\psi =0,}
其中{\displaystyle \mu ={\frac {mc}{\hbar }}\,}，
达朗贝尔算符{\displaystyle \Box ^{2}={\frac {1}{c^{2}}}{\frac {\partial ^{2}}{\partial t^{2}}}-\nabla ^{2}\,.}
这个方程在形式上是一个波方程，它具有形式上的自由粒子解：
{\displaystyle \psi (\mathbf {r} ,t)=e^{i(\mathbf {k} \cdot \mathbf {r} -\omega t)}}
其中
{\displaystyle -k^{2}+{\frac {\omega ^{2}}{c^{2}}}={\frac {m^{2}c^{2}}{\hbar ^{2}}}.}
这个条件等价于
{\displaystyle E^{2}=p^{2}c^{2}+m^{2}c^{4},}
因而从克莱因-戈尔登方程得出的能量本征值为
{\displaystyle E=\pm {\sqrt {\mathbf {p} ^{2}c^{2}+m^{2}c^{4}}}.}
也就是说从克莱因-戈尔登方程出发能够得到具有负值能谱的粒子，同时从这个负值能量还会进一步得到非正定的概率密度。由于克莱因-戈尔登方程是从薛定谔方程推导得来的，而薛定谔方程却能保证有正的能量本征值和概率密度，同时在当时也并不知道有自旋为零的粒子存在（今天我们知道π介子的自旋是为零的）。这使得狄拉克试图构造一个同时具有洛伦兹协变性和薛定谔方程形式的波方程，并能保证其推导出的概率密度为正值。他在1928年建立了描述旋量场的狄拉克方程：
{\displaystyle i\hbar {\frac {\partial \psi (\mathbf {x} ,t)}{\partial t}}=\left({\frac {1}{i}}{\boldsymbol {\alpha \cdot \nabla }}+\beta m\right)\psi (\mathbf {x} ,t),}
其中按照量子场论的习惯，{\displaystyle \hbar =c=1}。
但狄拉克方程的自由粒子解仍然包含有两个能量本征值，分别为
{\displaystyle \epsilon =\pm {\sqrt {p^{2}+m^{2}}}.\,}
如果对自由的狄拉克粒子建立它的正则拉格朗日形式，会发现甚至在拉格朗日形式下它仍然会给出正负能量（而对克莱因-戈尔登方程则不是）。在理论上如果电子可以拥有能级低至{\displaystyle -mc^{2}\,}的负能量态，则所有的电子都能通过辐射光子而跃迁到这一能级。狄拉克由此推算出在这种情形下整个宇宙会在一百亿分之一秒内毁灭，而当然实际并非如此。
对于这一疑问狄拉克给出的解释为：他假设真实存在的电子只能具有正能量态，而整个真空中已经密密麻麻充满了具有负能量态的电子，这些无限多的并且具有负质量和负电荷的电子构成了狄拉克之海。由于这些电子完全是均一排布的，它们是完全不可被观测到的。由于电子作为费米子受到泡利不相容原理的约束，具有正能量态的电子是无法通过跃迁到达负能量态的，因为所有具有负能量态的量子态都已经排满。在狄拉克之海中所提出的负能量电子解释实际是意味了狄拉克理论中单粒子诠释的不可能性，而必须用一个多粒子绘景来描述，这和狄拉克最初的思路并不一致。
狄拉克同时指出，如果狄拉克之海中有一个量子态没有被占据，例如有一束能量强至{\displaystyle 2mc^{2}\,}的光子将狄拉克之海中的一个负能量电子提升为一个具有正能量的电子，那么在狄拉克之海中就会留下一个洞。这个洞相当于狄拉克之海中的一个粒子，它同时具有负能量态电子的所有相反属性，即具有正能量和正电荷。这些洞被狄拉克、奥本海默、魏尔等人预言为具有和电子相反的电荷以及相同质量的正电子，如果一个电子与正电子相碰，则它们会一同湮灭并释放能量为{\displaystyle 2mc^{2}\,}的光子，这相当于一个电子坠入狄拉克之海的一个洞中并释放相应的能量。1932年狄拉克关于反物质存在的预言通过卡尔·安德森使用宇宙射线制造出正电子的实验得到了证实。

## 狄拉克之海的缺陷
狄拉克之海模型虽然成功预言了正电子的存在，但它的缺陷也是显而易见的：狄拉克之海的存在要求真空中充满无限多的负能量态电子，这也使得一个“绝对真空”的存在还需要无限多的正能量态电子。同时这个真空中由于具有无限多负能量态的电子，因此它具有无限大的能量密度并且这是不可测量的，只有密度变化是可测量的。特别是在反玻色子在实验中被发现后，由于玻色子不受泡利不相容原理的约束，狄拉克之海并不能对反玻色子的存在作出解释。
二十世纪三十年代后发展的量子场论重新诠释了狄拉克方程的含义，量子场论将狄拉克方程中的{\displaystyle \Psi }解释为场算符。在量子化狄拉克场的过程中，需要假定场算符满足反对易关系而非对易关系，后者会导致负能态的出现。通过所谓粒子-空穴变换，正电子能够被当作一个实在粒子对待而不再是狄拉克之海中的一个空洞，而真空态也真正成为一个不存在粒子的“绝对真空”。相关的量子场理论对反粒子的解释更具有说服力，它能够同时对反玻色子和反费米子作出解释并且能保证原有狄拉克之海解释的正确性，但仍有一些问题未能解决，特别是关于真空具有无限大的能量。

## 狄拉克之海和流行文化
狄拉克之海是流行文化（特别是科幻作品）中经常出现的元素：
- 在他获得星云奖的短篇科幻小说《狄拉克之海的涟漪》中，狄拉克之海提供了一种时间旅行的机制。
- 在和的系列小说《舰队》（The Fleet）中，狄拉克之海是型武器的能量来源。
- 在《新世纪福音战士》中狄拉克之海的名称出现过两次，一次是第十二使徒雷里尔通过绝对领域能展开一个名为狄拉克之海的空间，并将初号机吞入狄拉克之海中；另一次是四号机在使用S²引擎后展开了狄拉克之海并吞入了范围半径89千米内的所有物体。
- 在视觉小说《Chaos;Head》中，狄拉克之海这一名称发挥了重要作用，主角们可以通过它输送能量从而投影自己的妄想使之具现化。
- 在電子遊戲《崩壞3rd》中，狄拉克之海作為遊戲的關卡場景出現。